# 거제동
거제동(巨堤洞)은 대한민국 부산광역시 연제구의 법정동이다. 행정동으로 거제1·2·3·4동으로 나뉜다. 거제동에는 부산고등법원, 부산지방법원과 부산고등검찰청, 부산지방검찰청, 부산지방법원 등기국 및 법조타운이 위치하고 있다. 이외 부산지방우정청과 통계청 소속기관인 동남지방통계청이 있다.

## 지명
조선 시대에는 거벌리(居伐里/巨伐里)라고 하였다. 일제 강점기에 와서 현재의 이름으로 개칭되었다. 부락으로는 동래읍성 남문 근처로 가는 입구에 있어 붙은 이름인 남문구(南門口), 동래 부사가 부산진에 시찰을 다녀올 때 횃불을 들고 마중나갔다 하여 붙은 이름은 홰바지(해바지, 해맞이) 등이 있었다.

## 연혁
- 1957년 1월 1일 : 경상남도 부산시 동래구 거제동이 됨[1]
- 1963년 1월 1일 : 부산직할시 동래구 거제동이 됨[2]
- 1995년 1월 1일 : 부산광역시 동래구 거제동이 됨[3]
- 1995년 3월 1일 : 연제구 거제동이 됨

## 주요 시설
- 부산아시아드주경기장(부산 아이파크 홈구장)
- 부산지방법원
- 국제신문
- 부산교육대학교

## 주거
| 단지명                        | 시행사                                    | 건설사                              | 주소                        | 입주        | 비고                    |
| ----------------------------- | ----------------------------------------- | ----------------------------------- | --------------------------- | ----------- | ----------------------- |
| 거제 쌍용스윗닷홈             | 쌍용건설                                  | 쌍용건설                            | 연제구 법원북로 13          | 2002년 6월  |                         |
| 온천천 쌍용예가               | 쌍용건설                                  | 수암주택㈜                          | 연제구 세병로 68            | 2006년 6월  |                         |
| 거제아시아드 쌍용 더 플래티넘 | 쌍용건설                                  | 거제동 지역주택조합                 | 연제구 아시아드대로 7       | 2023년 2월  |                         |
| 거제아시아드 삼정그린코아     | 삼정건설㈜                                | 삼정㈜                              | 연제구 월드컵대로 325       | 2001년 10월 |                         |
| 거제 현대홈타운 1단지         | 현대건설                                  | 현대건설                            | 연제구 법원북로 34          | 2001년 7월  |                         |
| 거제 현대홈타운 2단지         | 현대건설                                  | 현대건설                            | 연제구 법원북로 16          | 2002년 5월  |                         |
| 레이카운티                    | 현대건설 현대산업개발 삼성물산㈜ 건설부문 | 거제2구역 주택재개발정비사업조합    | 연제구 아시아드대로 39      | 2024년 9월  | 거제2구역 재개발        |
| 거제 센트럴자이               | 지에스건설㈜                              | 거제1구역 주택재개발정비사업조합    | 연제구 법원북로 93          | 2018년 10월 | 거제1구역 재개발        |
| 거제 유림아시아드             | 유림건설㈜                                |                                     | 연제구 해맞이로 714-144     | 2001년 9월  |                         |
| 거제 유림아시아드타워         | 유림건설㈜                                | 유림종합건설㈜ 거제1지구 재개발조합 | 연제구 화지로 84            | 2004년 8월  |                         |
| 거제 월드메르디앙             | 월드건설㈜                                | ㈜월드YJD                           |                             | 2005년 12월 | 구 미원㈜ 부산공장 부지 |
| 거제 동원                     | 동원개발                                  | 동원개발㈜                          | 연제구 월드컵대로243번길 19 | 1996년 12월 |                         |
| 온천천 동원로얄듀크           | 동원개발                                  | 21세기개발㈜                        | 연제구 거제천로269번길 31   | 2005년 7월  |                         |
| 거제 롯데캐슬                 | 롯데건설                                  | 롯데건설                            | 연제구 세병로 44            | 2001년 11월 |                         |